# Sonora (Texas)
Sonora é uma cidade localizada no estado norte-americano de Texas, no Condado de Sutton.

## Demografia
Segundo o censo norte-americano de 2000, a sua população era de 2924 habitantes.
Em 2006, foi estimada uma população de 3058, um aumento de 134 (4.6%).

## Geografia
De acordo com o United States Census Bureau tem uma área de
5,1 km², dos quais 5,1 km² cobertos por terra e 0,0 km² cobertos por água. Sonora localiza-se a aproximadamente 649 m acima do nível do mar.

## Localidades na vizinhança
O diagrama seguinte representa as localidades num raio de 72 km ao redor de Sonora.